# La Matanza
La Matanza fu un massacro di contadini di che ebbe luogo a El Salvador nei giorni successivi al 22 gennaio 1932 nei dipartimenti di Ahuachapán, La Libertad e Sonsonate nel Salvador occidentale, quando una breve rivolta contadina fu soppressa dal governo, allora guidato dal generale Maximiliano Hernández Martínez. Il massacro, attuato dall'esercito salvadoregno, fece tra 10 000 e 40 000 vittime tra i contadini e altri insorti, per la maggior parte appartenenti alle popolazioni native.

## Antecedenti
Negli anni venti il Salvador aveva visto un aumento delle tensioni sociali, dovuto alle forti diseguaglianze economiche e agli abusi della classe politica, espressione dell'oligarchia creola dei piantatori di caffè. Il 90% delle terre del paese era di proprietà delle "Quattordici Famiglie" che le utilizzavano per la coltivazione di questa monocoltura da esportazione. I braccianti che lavoravano nelle piantagioni di caffè soffrivano di una storica penuria di terra su cui coltivare prodotti agricoli di sussistenza, dopo la sistematica eliminazione delle terre comuni dei villaggi.
La tensione era stata esacerbata dal crollo del prezzo del caffè (-54% tra il 1928 e il 1931) verificatosi in occasione della Grande depressione del 1929, che aveva messo in difficoltà l'economia del Salvador e reso ancor più insostenibili le condizioni di vita dei braccianti rurali.
Sul piano politico, il Salvador era stato retto dal 1913 al 1931 da una successione quasi dinastica di presidenti appartenenti alle famiglie appartenenti all'oligarchia del caffè (Carlos Meléndez, 1913-1919; Jorge Meléndez, 1919-1923; Alfonso Quiñones Molina, 1923-1927; Pío Romero Bosque, 1927-1931). Di fronte all'aumento degli scioperi e delle agitazioni contadine, attuati dalle organizzazioni sindacali sorte negli anni precedenti e dal Partito Comunista Salvadoregno (PCS, fondato nel 1930 da Agustín Farabundo Martí, Miguel Mármol e Modesto Ramírez), il presidente Bosque tentò di sganciarsi dall'oligarchia del caffè indicendo per il 1931 le prime elezioni regolari dall'instaurazione della "dinastia".

## Le elezioni del 1931 e il colpo di Stato
Le elezioni del 1931 furono vinte dal Partito Laburista fondato l'anno precedente da Arturo Araujo (1878-1967), ingegnere e storico che durante i suoi studi in Gran Bretagna era entrato in contatto con i laburisti britannici. Araujo, appoggiato dai movimenti studenteschi e operai e dal neonato Partito Comunista, inaugurò un breve periodo di riforma, ripristinando le libertà civili e legalizzando nel 1931 il PCS.
L'esperimento riformatore di Araujo durò solo nove mesi. Mentre il paese si dibatteva nella crisi economica provocata dal crollo dei prezzi del caffè, nel dicembre 1931 un gruppo di militari appoggiati dall'oligarchia del caffè (il cosiddetto Direttorio Civico) organizzò un colpo di Stato, rovesciando il presidente e consegnando il potere al generale Maximiliano Hernández Martínez, già vicepresidente e ministro della guerra. Martínez confermò (posticipandole al gennaio 1932) le elezioni municipali già indette da Araujo per il dicembre 1931, nonché l'autorizzazione alla partecipazione del PCS. In realtà, si trattò di una mossa intesa a portare i comunisti allo scoperto in vista della programmata repressione: all'indomani delle elezioni, ai candidati comunisti usciti vittoriosi nella regione occidentale del paese fu impedito di entrare in carica, e il 18 gennaio 1932 Martí e altri dirigenti furono arrestati.

## La rivolta e la repressione
La scintilla dell'insurrezione (scoppiata la sera del 22 gennaio) fu provocata dal mancato riconoscimento da parte di Martínez del risultato delle elezioni municipali, che avevano segnato la vittoria del PCS. Il partito, ancora costituito perlopiù da un ristretto nucleo di intellettuali e studenti universitari, ebbe un ruolo limitato nell'organizzazione della rivolta, che fu attuata per la massima parte da braccianti indigeni.
Gli insorti riuscirono a occupare le città di Juayúa, Nahuizalco, Izalco, Sonzacate e Tacuba e i villaggi di Salcoatitán, Jayaque e Teotepeque, e giunsero ad attaccare senza successo le caserme di Sonsonate, Santa Tecla e Ahuachapán; tuttavia il governo era venuto a conoscenza del progetto insurrezionale prima del suo scoppio, e l'arresto dei principali leader del PCS privò la rivolta di una guida organizzata. L'insurrezione fu quindi schiacciata nel giro di 72 ore dall'esercito, che diede quindi inizio a una brutale repressione. I militari e la Guardia Nazionale uccisero in circa tre settimane un numero di persone compreso fra 10 000 e 40 000. Le vittime degli insorti erano state meno di un centinaio.
I principali leader del PCS, tra cui Farabundo Martí, furono fucilati in febbraio; in tutto i membri del PCS uccisi durante la rivolta o giustiziati nelle settimane successive furono oltre 4000. La repressione costò la vita anche al leader degli indigeni Izalcos, Feliciano Ama e al leader contadino di Juayúa, Francisco Sánchez.
La sanguinosa repressione (conosciuta nella tradizione storiografica di lingua spagnola anche come La Matanza) fu paragonabile a un genocidio condotto ai danni dei popoli indigeni del Salvador, la cui cultura scomparve progressivamente nei decenni successivi.